# Maria-da-campina
Falso-tódi-da-campina ou maria-da-campina (Hemitriccus inornatus) é uma espécie de ave da família Tyrannidae.
É endémica do Brasil.
Os seus habitats naturais são: matagal árido tropical ou subtropical.